# No Place in Heaven
Albums de Mika
The Origin of Love
(2012) My Name Is Michael Holbrook
(2019)
Singles
1. Boum Boum Boum
Sortie : 2 juin 2014
2. Talk About You
Sortie : 31 mars 2015
3. Good Guys
Sortie : 25 mai 2015
4. Staring at the Sun
Sortie : 31 juillet 2015
5. Tant que j'ai le soleil
Sortie : 22 octobre 2015
6. Je chante
Sortie : 17 décembre 2015
7. Hurts - Remix
Sortie : 5 février 2016

No Place in Heaven est le quatrième album de Mika. L'album est sorti près d'un an après la parution du titre Boum Boum Boum, premier single de l'album. L'album devient disque de platine en janvier 2016 en France. Il se classe premier des ventes en Suisse romande.

## Développement
L'album a été co-réalisé avec Greg Wells (en), producteur nommé aux Grammy Awards qui a travaillé avec Katy Perry, Pharell Williams et Adele ; mais aussi sur le premier album de Mika, Life in Cartoon Motion. L'album a été écrit dans la maison de location du chanteur et a été enregistré à Los Angeles. Mika n'hésite pas à défendre l'homosexualité dans ses chansons, notamment dans Good Guys, dont la mélodie nous rappelle celle de Happy Ending, extrait de son premier album. Mika rend hommage aux personnalités qui l'ont beaucoup inspiré dans sa jeunesse. La chanson Last Party est elle dédiée à Freddie Mercury. Dans les chansons Hurts et Ordinary Man, Mika y exprime toute sa sensibilité.
Mika explique sur Europe 1 qu'il parle de choses plus sérieuses dans l'album. Le chanteur dit que « Ce côté 'fun' mélangé avec un côté plus 'dark', le 'sucré' mélangé avec le 'salé', ça suit ce que j'ai commencé il y a sept ans, huit ans maintenant. » Dans l'album, le chanteur abandonne la musique électronique pour revenir au piano, notamment.

## Titres de l'album
| No Place in Heaven : Édition Française Standard | No Place in Heaven : Édition Française Standard | No Place in Heaven : Édition Française Standard                                                         | No Place in Heaven : Édition Française Standard | No Place in Heaven : Édition Française Standard | No Place in Heaven : Édition Française Standard | No Place in Heaven : Édition Française Standard | No Place in Heaven : Édition Française Standard | No Place in Heaven : Édition Française Standard | No Place in Heaven : Édition Française Standard |
| No                                              | Titre                                           | Auteur                                                                                                  | Réalisateur                                     | Durée                                           |                                                 |                                                 |                                                 |                                                 |                                                 |
| ----------------------------------------------- | ----------------------------------------------- | --- | ----------------------------------------------- | ----------------------------------------------- | ----------------------------------------------- | ----------------------------------------------- | ----------------------------------------------- | ----------------------------------------------- | ----------------------------------------------- |
| 1.                                              | Talk About You                                  | Johan Carlsson, Dario Farina, Enzo Ghinazzi, Ross Golan, Mike Hawker, Mika, Daniele Pace, Ivor Raymonde | Mika, Greg Wells                                | 3:22                                            |                                                 |                                                 |                                                 |                                                 |                                                 |
| 2.                                              | Good Guys                                       | Mika, Skyler Stonestreet                                                                                | Mika, Tim van der Kuil                          | 3:23                                            |                                                 |                                                 |                                                 |                                                 |                                                 |
| 3.                                              | L'amour fait ce qu'il veut                      | Doriand, Mika                                                                                           | Mika                                            | 3:25                                            |                                                 |                                                 |                                                 |                                                 |                                                 |
| 4.                                              | All She Wants                                   | James Bauer-Mein, Mika, David Sneddon                                                                   | Mika, Greg Wells                                | 3:39                                            |                                                 |                                                 |                                                 |                                                 |                                                 |
| 5.                                              | Last Party                                      | Teemu Brunila, Matt Hales, Mika                                                                         | Mika, Greg Wells                                | 3:39                                            |                                                 |                                                 |                                                 |                                                 |                                                 |
| 6.                                              | Les Baisers perdus                              | Doriand, Mika                                                                                           | Mika                                            | 2:45                                            |                                                 |                                                 |                                                 |                                                 |                                                 |
| 7.                                              | No Place in Heaven                              | Clarence Coffee Jr., Mika, Rob Wells                                                                    | Mika, Greg Wells                                | 3:20                                            |                                                 |                                                 |                                                 |                                                 |                                                 |
| 8.                                              | Staring At The Sun                              | Alessandro Benassi, Marco Benassi, Wayne Hector, Mika                                                   | Martin Terefe                                   | 3:35                                            |                                                 |                                                 |                                                 |                                                 |                                                 |
| 9.                                              | Hurts                                           | James Bauer-Mein, Mika, David Sneddon                                                                   | Mika, The Nexus                                 | 3:37                                            |                                                 |                                                 |                                                 |                                                 |                                                 |
| 10.                                             | Boum Boum Boum                                  | Doriand, Mika                                                                                           | Klas Åhlund, Mika, Greg Wells                   | 3:18                                            |                                                 |                                                 |                                                 |                                                 |                                                 |
| 11.                                             | Good Wife                                       | James Bauer-Mein, Mika, David Sneddon                                                                   | Mika, The Nexus                                 | 3:18                                            |                                                 |                                                 |                                                 |                                                 |                                                 |
| 12.                                             | J'ai pas envie                                  | Doriand, Mika                                                                                           | Mika, Greg Wells                                | 3:02                                            |                                                 |                                                 |                                                 |                                                 |                                                 |
| 13.                                             | Oh Girl, You're The Devil                       | Clarence Coffee Jr., Mika, Greg Wells                                                                   | Mika, Greg Wells                                | 2:51                                            |                                                 |                                                 |                                                 |                                                 |                                                 |
| 14.                                             | Ordinary Man                                    | Mika, Gustave Rudman, Skyler Stonestreet                                                                | Mika, Gustave Rudman                            | 3:46                                            |                                                 |                                                 |                                                 |                                                 |                                                 |
| 47:03                                           |                                                 | |                                                 |                                                 |                                                 |                                                 |                                                 |                                                 |                                                 |

| No Place in Heaven - Édition Française Deluxe | No Place in Heaven - Édition Française Deluxe | No Place in Heaven - Édition Française Deluxe                      | No Place in Heaven - Édition Française Deluxe | No Place in Heaven - Édition Française Deluxe | No Place in Heaven - Édition Française Deluxe | No Place in Heaven - Édition Française Deluxe | No Place in Heaven - Édition Française Deluxe | No Place in Heaven - Édition Française Deluxe | No Place in Heaven - Édition Française Deluxe |
| No                                            | Titre                                         | Auteur                                                             | Réalisateur                                   | Durée                                         |                                               |                                               |                                               |                                               |                                               |
| --------------------------------------------- | --------------------------------------------- | ------------------------------------------------------------------ | --------------------------------------------- | --------------------------------------------- | --------------------------------------------- | --------------------------------------------- | --------------------------------------------- | --------------------------------------------- | --------------------------------------------- |
| 15.                                           | Rio                                           | Mika, Nina Woodford, Jarad Kritzstein, Kerry "Krucial" Brothers    | Greg Wells, Mika                              | 4:08                                          |                                               |                                               |                                               |                                               |                                               |
| 16.                                           | Promiseland                                   | Mika, Skyler Stonestreet, Christopher J Baran                      | Greg Wells, Mika                              | 2:59                                          |                                               |                                               |                                               |                                               |                                               |
| 17.                                           | Porcelain                                     | Mika, Teemu Brunila, Jori Sjoroos, Joe Khadajourian, Alex Schwartz | Teemu Brunila, Mika                           | 3:19                                          |                                               |                                               |                                               |                                               |                                               |
| 57:29                                         |                                               |                                                                    |                                               |                                               |                                               |                                               |                                               |                                               |                                               |

## Réédition
Le 6 novembre 2015, No Place in Heaven est réédité dans une mouture intitulée Special Edition. Elle contient le disque original agrémenté de 5 titres supplémentaires et du concert symphonique enregistré avec l'Orchestre symphonique de Montréal,.
| 1.  | Talk About You             | Johan Carlsson, Dario Farina, Enzo Ghinazzi, Ross Golan, Mike Hawker, Mika, Daniele Pace, Ivor Raymonde | Mika, Greg Wells                           | 3:22 |
| 2.  | Good Guys                  | Mika, Skyler Stonestreet                                                                                | Mika, Tim Van Der Kuil                     | 3:23 |
| 3.  | L'amour fait ce qu'il veut | Doriand, Mika                                                                                           | Mika                                       | 3:25 |
| 4.  | All She Wants              | James Bauer-Mein, Mika, David Sneddon                                                                   | Mika, Greg Wells                           | 3:39 |
| 5.  | Last Party                 | Teemu Brunila, Matt Hales, Mika                                                                         | Mika, Greg Wells                           | 3:39 |
| 6.  | Les Baisers perdus         | Doriand, Mika                                                                                           | Mika                                       | 2:45 |
| 7.  | No Place in Heaven         | Clarence Coffee Jr., Mika, Rob Wells                                                                    | Mika, Greg Wells                           | 3:20 |
| 8.  | Staring At The Sun         | Alessandro Benassi, Marco Benassi, Wayne Hector, Mika                                                   | Martin Terefe                              | 3:35 |
| 9.  | Hurts                      | James Bauer-Mein, Mika, David Sneddon                                                                   | Mika, The Nexus                            | 3:37 |
| 10. | Boum Boum Boum             | Doriand, Mika                                                                                           | Klas Åhlund, Greg Wells                    | 3:18 |
| 11. | Good Wife                  | James Bauer-Mein, Mika, David Sneddon                                                                   | Mika, The Nexus                            | 3:18 |
| 12. | J'ai pas envie             | Doriand, Mika                                                                                           | Mika, Greg Wells                           | 3:02 |
| 13. | Oh Girl, You're The Devil  | Clarence Coffee Jr., Mika, Greg Wells                                                                   | Mika, Greg Wells                           | 2:51 |
| 14. | Ordinary Man               | Mika, Gustave Rudman, Skyler Stonestreet                                                                | Mika, Gustave Rudman                       | 3:46 |
| 15. | Je chante                  | Charles Trenet, Paul Misraki                                                                            | Paul Misraki, Raoul Breton, Clément Daquin | 2:48 |
| 16. | Tant que j'ai le soleil    | Alessandro Benassi, Marco Benassi, Wayne Hector, Mika                                                   | Martin Terefe, Starsmith                   | 3:36 |
| 17. | Hurts (Remix)              | James Bauer-Mein, Mika, David Sneddon                                                                   | Mika, The Nexus                            | 3:27 |
| 18. | Beautiful Disaster         | Mika, Skyler Stonestreet, John Shanks                                                                   | Takagi, Ketra                              | 3:44 |
| 19. | Feels Like Love            | Mika, Jordi Marr, Jef Martens                                                                           | Mika, James Reynolds                       | 3:03 |

| 1.  | Toy Boy             | 4:04 |
| 2.  | Grace Kelly         | 3:20 |
| 3.  | Underwater          | 3:41 |
| 4.  | Boum Boum Boum      | 3:51 |
| 5.  | Relax, Take It Easy | 3:11 |
| 6.  | Last Party          | 4:10 |
| 7.  | Origin of Love      | 5:02 |
| 8.  | Happy Ending        | 5:38 |
| 9.  | Over My Shoulder    | 4:53 |
| 10. | Good Guys           | 4:20 |
| 11. | Rain                | 4:08 |
| 12. | Any Other World     | 4:48 |
| 13. | Love Today          | 4:24 |
| 14. | Elle me dit         | 4:29 |